# Рим (телесериал)
«Рим» (англ. Rome) — масштабный американский исторический драматический телесериал, состоящий из 22 серий, снятый в Италии для каналов BBC (Великобритания), HBO (США) и RAI (Италия). Первоначально задумывался как мини-сериал, однако после ознакомления со сценарием пилота в 2002 году дирекция HBO решила запустить в производство полноценный сезон в двенадцать серий с консолидированным бюджетом более $100 млн, который вскоре был продлен на второй сезон, включающий в себя еще десять серий.
Съёмки первого сезона проводились с марта 2004-го по май 2005 года, съёмки второго сезона были завершены в 2006 году. Основной производственной площадкой стала киностудия «Чинечитта» в окрестностях Рима, где были воссозданы многие постройки древней римской столицы — от форума до трущоб. 3/4 декораций было уничтожено во время пожара на киностудии в августе 2007 года.
Первый сезон был показан на HBO с 28 августа по 20 ноября 2005 года с последующей трансляцией по BBC One с 2 ноября 2005 по 4 января 2006 и по Rai Due с 17 марта по 28 апреля 2006. Второй сезон в США транслировался с 14 января по 25 марта 2007 года. В России телесериал выходил в подцензурной версии с 20 мая 2007 года на канале НТВ, а также с 19 июля 2010 года на Пятом канале.

## Сюжет

### 1 сезон
Юлий Цезарь только что окончил восьмилетнюю войну против Галлии, готовясь с триумфом войти в Рим. Однако в Сенате против Цезаря готовится заговор. Заговорщики убеждают выступить против него Помпея Великого. Цезарь выступает на Рим. В республике начинается гражданская война. Легионеры Луций Ворен и Тит Пуллон, ветераны XIII легиона, сами того не желая, оказываются вовлечены в дела сильных мира сего.
Цезарь, имея значительно меньшую армию, всё же побеждает. Помпей бежит в Египет, где его обезглавливают люди египетского царя.
Цезарь прибывает в Египет, где ему преподносят голову Помпея. Возмущённый такими действиями в отношении  гражданина и консула Рима, он расправляется с причастными к убийству Помпея и ставит на трон Клеопатру. Она родит ему сына, который на самом деле является ребёнком от легионера Тита Пуллона.
Карьера Луция Ворена идёт в гору, его назначают магистратом. Пуллон из-за своей любимой Ирины убивает слугу Луция, и они ссорятся. Тит Пуллон начинает зарабатывать на заказных убийствах, за что оказывается в тюрьме и его приговаривают к смерти на арене.
В кровавом поединке с гладиаторами в критический момент на помощь Пуллону приходит Луций Ворен.
Цезарь вызывает к себе Луция Ворена и делает его сенатором Рима. Брут готовит убийство Цезаря, но теперь им мешает Луций Ворен, который не отходит от Юлия ни на шаг. Пуллон просит у Ирины прощения и едет с ней к храму Юноны, чтобы очиститься перед богами. Луцию Ворену рассказывают, что его жена Ниоба изменяла ему. В гневе он покидает Цезаря и спешит домой; Ниоба бросается с балкона, разбиваясь насмерть. В это время в Сенате убивают Цезаря.

### 2 сезон
Ворен проклинает своих детей и друзей и уходит из дома. Пуллон узнает о смерти Цезаря и возвращается в Рим. Детей Луция похищают в рабство. Друзья убивают похитителя и считают, что дети мертвы.
Марк Антоний договаривается с Брутом о том, чтобы не объявлять Цезаря тираном, а потом обманом захватывает власть, изгоняя Брута и Кассия из Рима. Октавиан Август — единственный наследник Цезаря — хочет получить свои деньги. Октавиан закладывает своё имущество для того, чтобы выплатить деньги римскому народу, как указано в завещании Цезаря. Из-за этого они ссорятся с Марком Антонием, и Октавиан, собирая армию, уходит. С этого момента начинается их война с Антонием.
Пуллон женится на Ирине. Он вместе с Вореном стоит во главе банды. Они с Луцием ссорятся, и Тит Пуллон уходит. Но когда возвращается, то не застаёт Луция. Тот ушёл вместе с войском Марка Антония, который в последнее время всё больше проигрывает Октавиану.
Пуллон встречает Лидию и узнает, что дети Ворена живы. Он отправляется в лагерь Марка Антония, и они с Вореном едут вызволять детей. Октавиан возвращается в Рим, где узнает, что Брут и Кассий собрали большую армию и движутся к ним. Он объединяется с Антонием и навсегда уничтожает их.
Дети ненавидят Ворена, считая его виновным в смерти матери. Рабыня, влюбившаяся в Пуллона, убивает Ирину и её неродившегося ребёнка. Октавиан выгоняет Антония, и тот уезжает в Египет, где долгое время живёт с Клеопатрой (она рожает от него двух детей); с ним уезжает и Луций Ворен. Начинается новая война. Пуллон отправляется с Октавианом в Египет.
После проигранного сражения Антоний и Клеопатра кончают жизнь самоубийством. Луций Ворен забирает сына Пуллона, которого все считают сыном Цезаря. Он встречается с Титом, и они вместе пытаются скрыться; вскоре Луций Ворен получает смертельное ранение в стычке с римским патрулем. Пуллон отвозит друга к детям, чтобы попрощаться. Тит Пуллон докладывает Октавиану, что Цезарион мёртв и покидает службу навсегда.

## В ролях

### Актёры
| Актёр                                                                         | Роль                |
| ----------------------------------------------------------------------------- | ------------------- |
| Кевин Маккидд                                                                 | Луций Ворен         |
| Рэй Стивенсон                                                                 | Тит Пуллон          |
| Киаран Хайндс                                                                 | Гай Юлий Цезарь     |
| Полли Уокер                                                                   | Атия                |
| Макс Пиркис (1 сезон, 1-2 серии 2 сезона) и Саймон Вудс (4-10 серии 2 сезона) | Гай Октавиан        |
| Кеннет Крэнем                                                                 | Гней Помпей Великий |
| Керри Кондон                                                                  | Октавия             |
| Джеймс Пьюрфой                                                                | Марк Антоний        |
| Линдсей Маршал                                                                | Клеопатра           |
| Иэн Макнис                                                                    | глашатай            |
| Линдси Дункан                                                                 | Сервилия            |
| Лидия Бионди                                                                  | Мерула              |
| Кьяра Масталли                                                                | Ирина               |
| Зулейка Робинсон                                                              | Гайя                |
| Тобайас Мензис                                                                | Юний Брут           |
| Индира Варма                                                                  | Ниоба               |
| Дэвид Бамбер                                                                  | Марк Туллий Цицерон |
| Пол Джессон                                                                   | Метелл Сципион      |
| Рик Варден                                                                    | Квинт Помпей        |
| Карл Джонсон                                                                  | Порций Катон        |
| Саймон Кэллоу                                                                 | Публий Сервилий     |
| Аллен Лич                                                                     | Марк Агриппа        |
| Алекс Уиндэм                                                                  | Гай Меценат         |
| Николас Вудсон                                                                | Поска               |
| Ли Бордман                                                                    | Тимон               |
| Джованни Кальканьо                                                            | Верцингеториг       |
| Джон Босуэл                                                                   | спикер сената       |
| Дебора Мур                                                                    | Ауфидия             |

### Персонажи
- Юлий Цезарь — потомок одной из древнейших аристократических семей, но возглавляет демократическую партию популяров, выступающую против господства сенатской аристократии. Цезарь — человек, которым движет жажда власти. Энергичный, умный, упорный. Он очень редко позволяет себе обычные человеческие эмоции, хотя может быть остроумным, очаровательным и заботливым, но чаще его поступками руководит необходимость.
- Атия — племянница Цезаря. Надменная, коварная и хитрая. Ненасытная в любви и полностью аморальная. Деспотичная в отношениях с сыном и особенно дочерью, но в то же время преданная своей семье: все её интриги подчинены одной цели — будущее её детей. В римском обществе у женщин формально нет никакой власти, но пока мужчины уезжают на месяцы и годы в военные походы, их жены, дочери и матери плетут целые сети заговоров. Атия — одна из закулисных правителей Рима.
- Октавиан — сын Атии, внучатый племянник Цезаря. Когда мы впервые встречаемся с ним — ему всего 11. Странный, меланхоличный, осторожный мальчик, он одарен необыкновенным интеллектом и ясностью видения ситуации. К концу сериала становится очень холодным и жестоким — но лишь до тех пор, пока эту жестокость диктуют ему целесообразность и обстоятельства.
- Октавия — красивая, скромная и добрая, но слабовольная сестра Октавиана. Заложница своей матери, она скрывает гордый нрав под личиной смирения. Её первый муж — Глабий — был убит по приказу Атии как «неподходящая партия для дочери», чего Октавия матери так и не простила. Вторым браком была насильно выдана за Марка Антония, хотя любила Марка Агриппу — друга своего брата. К исходу сериала, пройдя через испытания, становится волевой женщиной. Одна из немногих, к кому Октавиан прислушивается.
- Цицерон — лидер партии перемен в Сенате. Марк Туллий Цицерон — человек изящного ума и глубоких суждений. Величайший оратор своего времени, но трусливый и осторожный. Внутри него идет постоянная борьба между его жизненными принципами и всё возрастающими амбициями. По характеру — «флюгер», переходящий постоянно на сторону победителей, однако в глубине души сочувствует Гнею Помпею и позднее Бруту. Несмотря на готовность переходить на сторону более сильных, храбро и мужественно встретил смерть.
- Марк Антоний — храбрый и красивый патриций, уважаем мужчинами и любим женщинами. Склонен ко всевозможным грубым удовольствиям, циничен и насмешлив, но способен помочь человеку в несчастье. Неразборчив в политике, но предан своему другу Юлию Цезарю; прекрасно разбирается в жизни, но устает от тонкостей политической игры, предпочитая решать дела мечом. Хороший тактик, но плохой стратег. Женился на Октавии по политическим соображениям, но изменял ей с её матерью, а потом бросил и последнюю ради Клеопатры.
- Клеопатра — царица Египта. Умная, жестокая и решительная женщина. Искушена в сексуальных играх, не знает границ в своих прихотях. Готова на все ради своей страны, но не обладает политической дальновидностью. Использует любовь Цезаря и Антония, но в конце концов терпит поражение от холодного и трезвого Октавиана.
- Брут — надменный и стоящий всегда независимо молодой патриций. Его предок 500 лет назад убил последнего римского царя и положил начало республике. Марк Юний обречен на постоянное сравнение со своим великим предком и задумывается о своем предопределении — вновь избавить Рим от тирании, как однажды это сделал Брут Древний.
- Сервилия — бывшая любовница Цезаря, мать Брута. После того, как Цезарь оставил её, возненавидела его и стала главной причиной заговора против диктатора. Ненавидит Атию, постоянно строит против неё козни, на которые соперница отвечает ещё более жестокими действиями. В конце концов терпит крах, увидев гибель сына, Брута, и торжество соперницы — Атии.
- Помпей Великий — ветеран римской армии, бич Иллирийских пиратов, Завоеватель Сирии и Испании. В обществе, где солдаты — высшая каста, Помпей смог стать из простого легионера — национальным героем. Он подобен льву на склоне лет — Помпей живёт в лести и комфорте.
- Луций Ворен — плебей, легионер, гордый своим происхождением, верящий в старых богов и в старые традиции республики. Благородный и сосредоточенный, он может быть неумолимым и безжалостным, когда это необходимо. Он строгий и прагматичный человек, впрочем, склонный к самоанализу. Республиканец по убеждениям, тем не менее, верно служит Цезарю, а потом — Марку Антонию.
- Тит Пуллон — плебей, легионер, постепенно становится лучшим другом Луция Ворена. Обладает храбростью и преданностью легионера, но моралью разбойника. Человек огромных аппетитов и диких страстей. Импульсивный, тщеславный, щедрый и агрессивный оптимист. Отец первого ребёнка Клеопатры, выдаваемого за сына Цезаря.
- Марк Агриппа — друг Октавиана. Талантливый флотоводец и организатор, честный и совестливый человек. Любит Октавию и фактически спасает её, но готов поступиться чувствами ради долга. Вероятный отец её ребёнка.

## Съёмочная группа сериала

### Режиссёры
По несколько серий:
- Майкл Эптед — 1#1-3
- Тим Ван Паттен 1#7; 2#1
- Аллен Култер — 1#5; 2#2
- Джон Мэйбери[англ.] — 2#7; 2#10
- Алан Пол — 1#6; 2#3
- Стив Шилл — 1#8; 2#9
- Алан Тейлор — 1#10; 1#12

По одной серии:
- Адам Дэвидсон — 2#4
- Джереми Подесва — 1#9
- Микаэль Саломон — 1#11
- Джулиан Фарино — 1#4
- Карл Франклин — 2#8
- Алик Сахаров — 2#5
- Роджер Янг — 2#6

### Сценаристы
По несколько серий:
- Бруно Хеллер — 1#1-6; 1#11-12; 2#1-2; 2#10
- Скотт Бак — 2#3; 2#7
- Тодд Эллис Кесслер[англ.] — 2#4; 2#8
- Миа Смит[англ.] — 2#5; 2#9

По одной серии:
- Уильям Дж. Макдональд — 1#8
- Иоган Махони[англ.] — 2#6
- Джон Милиус — 1#6
- Александра Каннингем[англ.] — 1#9
- Дэвид Френкель — 1#7
- Эдриан Ходжес — 1#10

### Композитор
- Джефф Бил[англ.]

## Список серий
| Сезон | Сезон | Эпизоды | Оригинальная дата показа | Оригинальная дата показа |
| Сезон | Сезон | Эпизоды | Премьера сезона          | Финал сезона             |
| ----- | ----- | ------- | ------------------------ | ------------------------ |
|       | 1     | 12      | 28 августа 2005          | 20 ноября 2005           |
|       | 2     | 10      | 14 января 2007           | 25 марта 2007            |

## Историко-биографические искажения и неточности
- На момент убийства Цезаря 15 марта 44 г. до н. э. 18-летний Октавиан вместе со своими ровесниками-друзьями Агриппой и Меценатом находился на учёбе в иллирийской Аполлонии (возле современного города Фиери в Албании), в расположении македонских легионов. На похоронах Цезаря он физически не мог присутствовать (что не отражено в сериале).
- В отличие от представленной в сериале историческая Атия Бальба Цезония (85−43 г. до н. э.), мать Октавиана и племянница Цезаря, абсолютно иная. Публий Корнелий Тацит характеризует Атию как одну из «исключительно религиозных и нравственных, самых восхитительных матрон республики». Атия не оказывала никакого влияния на политические дела своих мужей и сына. Известно, что она безуспешно уговаривала сына отказаться от чести быть наследником Юлия Цезаря.
На момент убийства Цезаря мать Октавиана была замужем за бывшим консулом Луцием Марцием Филиппом, которого Октавиан признавал отчимом и прислушивался к его советам.
В 2-х браках Атия занималась воспитанием своих детей и двоих детей своего 2-го мужа. В 43 году (в августе или сентябре), во время первого консульства своего сына Октавиана Цезаря, Атия умерла (то есть за 3 года до того, когда её дочь Октавия /69-11 гг. до н. э./ вышла замуж за Марка Антония). Октавиан устроил пышные похороны и игры в память о ней. (Это всё не отражено в сериале). Можно предположить, что провозглашаемые Октавианом Августом «римские женские добродетели» в немалой степени сформированы примером его матери Атии и горячо любимой старшей сестры Октавии, что абсолютно иначе представлено в сериале.
- 1-м браком 19−20-летний консул Октавиан сочетался в 43 г. с 13-летней Клодией Пульхрой, дочерью Фульвии и на тот момент падчерицей Марка Антония. При разводе в 41 г. Октавиан клятвенно уверял Фульвию в своём письме, что возвращает свою супругу девственницей. (Это тоже не отражено в сериале).
- После развода со своей первой женой Клодией Октавиан в 40 году до н. э. женился на Скрибонии, имевшей 3-х детей от 2-х предшествующих браков. Она была на 6−7 лет старше своего нового мужа (ей около 30, ему 23 года). Брак их не был счастливым. Октавиан называл её вздорной и сварливой. В октябре 39 г. до н. э. Скрибония родила ему дочь — Юлию Старшую. Это был единственный родной ребёнок Октавиана. Сразу же после родов, в тот же день, муж дал ей развод, поскольку был влюблен в Ливию Друзиллу и собирался на ней жениться. Разведясь с Октавианом, Скрибония больше не выходила замуж. (Это не отражено в сериале).
- Легенда гласит, что Октавиан влюбился в Ливию с первого же взгляда, когда она была ему представлена в 39 году до н. э. Так или иначе, но он развёлся со своей второй женой Скрибонией. Тогда же Тиберий Клавдий был вынужден развестись с Ливией, которая была на шестом месяце беременности. 14 января 38 г. до н. э. у Ливии родился сын, а 17 января, презрев все традиционные условности, Октавиан и Ливия сыграли свадьбу. На свадьбе присутствовал и её бывший 46-летний муж Тиберий Клавдий Нерон Старший, отец её 2-х детей: он, дав развод Ливии, сам обручил её с Октавианом и сыграл роль посаженного отца на их свадьбе. На момент свадьбы Ливии было 19 лет, Октавиану — 23 года (это тоже не отражено в сериале).
- Сенатским постановлением Октавия вступила в брак с Марком Антонием в октябре 40 до н. э., став его четвёртой женой. К этому моменту уже не была жива её мать Атия и она сама имела 2-х детей. Третья жена Антония, страстно любимая им и политически на него влиявшая Фульвия, умерла незадолго до этого (в 40 г. до н. э., от которой у него было двое детей). Брак Антония и Октавии был утверждён сенатом несмотря на то, что в это время 29-летняя Октавия была беременна ребёнком от первого мужа Гая Клавдия Марцелла (ум. в нач. 40 до н. э.), так как данный брак позволял скрепить трудный альянс её брата Октавиана и Марка Антония. (Это не отражено в сериале).
- Между 40 и 36 гг. до н. э., Октавия жила с мужем в его поместье в Афинах. Она растила там своих детей от Марцелла, двух дочерей от Антония: Юлию Антонию Старшую (39 до н. э.) и Юлию Антонию Младшую (31 января 36 до н. э.), и двух старших сыновей Антония от Фульвии. Она также путешествовала с мужем по различным провинциям. Марк Антоний развёлся с Октавией ок. 32 до н. э., после того как Клеопатра снабдила его деньгами и войском в 35 до н. э. для войны на востоке. После 36 до н. э. Октавия вернулась в Рим. В ряде случаев она выступала в качестве политического консультанта и переговорщика между братом и мужем. После смерти Антония Октавия жила уединённо, воспитывая своих пятерых детей и детей Антония от других жён. (Это не отражено в сериале).
- Марк Антоний оставил Октавию и детей ради давней любовницы, царицы Египта Клеопатры, с которой он встречался ещё в 41 до н. э. и от которой имел близнецов: рожденых 25.12.40 г. до н. э. дочь и сына. В 36 г. до н. э. Клеопатра родила Марку Антонию ещё одного сына. (Это не отражено в сериале).
- Сын Цезаря и Клеопатры Цезарион (23 июня 47 до н. э. — 30 до н. э.), после самоубийства последних, сдался Октавиану и был убит по его приказу. (Это искажено в сериале).